# Vitrail de saint Rémi (Chartres)
Pour un article plus général, voir Vitraux de Chartres.
Le vitrail de saint Rémi est un vitrail gothique de la cathédrale Notre-Dame de Chartres, situé dans la partie sud du déambulatoire, dans la « chapelle des confesseurs ».
Le vitrail est inscrit aux monuments historiques dès son premier inventaire de 1840.

## Description d'ensemble

### Composition du vitrail

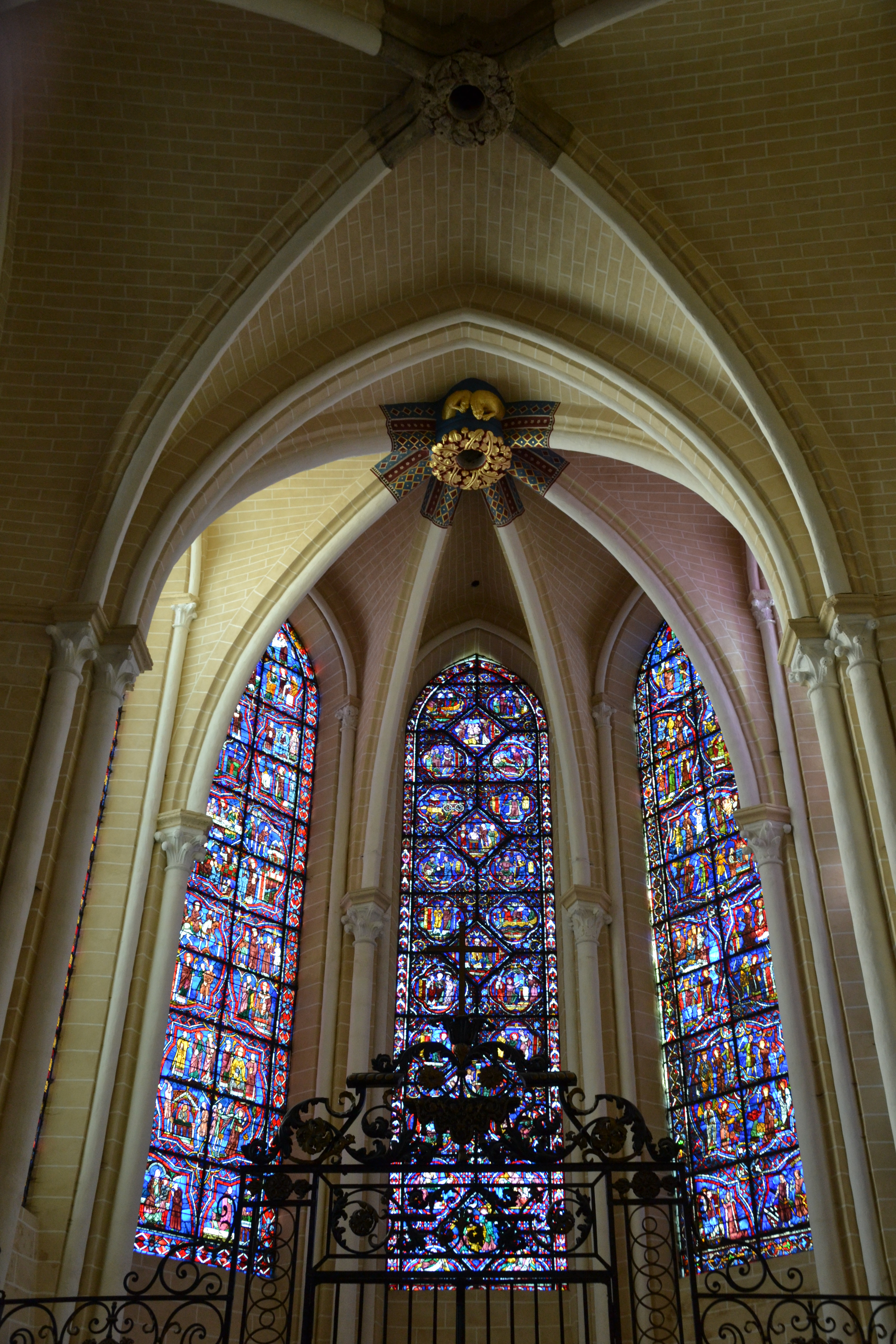
Chapelle des confesseurs : le vitrail de saint Rémi est à gauche.

Le vitrail de 8,90 × 2,18 m  est situé derrière une grille dans la petite « Chapelle des confesseurs », la deuxième rencontrée dans le déambulatoire sud de la cathédrale Notre-Dame de Chartres; dans laquelle il occupe la position de centre gauche. Il s'inscrit dans une lancette de style gothique. Il est numéroté 012 dans le Corpus vitrearum. Il partage cette chapelle avec quatre autres lancettes : saint Thomas Becket (à l'extrême droite), saintes Marguerite et Catherine (à droite), saint Nicolas (au centre), et une grisaille (à l'extrême gauche) représentant saint Nicolas et les trois petits enfants.
La verrière a été exécutée entre 1210 et 1225, dans le premier quart du XIIIe siècle.
La ferronnerie, de structure très simple, comporte onze barlotières horizontales qui définissent onze registres de hauteurs sensiblement égales, et trois verticales, qui délimitent les bordures et deux panneaux carrés par registres.

### Motifs des vitraux
La structure du vitrail est très semblable à celle de vitrail des saintes Marguerite et Catherine, son symétrique dans la chapelle des confesseurs. Les panneaux historiés sont de format sensiblement carré, et portent chacun un quart de cercle, brisé à mi-parcours par un angle carré. L'assemblage de ces panneaux dessine un motif qui se répète par groupe de deux registres, dessinant alternativement un grand cercle sur deux registre, puis sur les deux registres suivants, deux demi-cercles s'appuyant sur les bordures ; le premier registre (où figure le donateur) ne comporte que deux quarts de cercles.
Les panneaux historiés sont dessinés sur fond bleu, la forme des quarts de cercle est donnée par une bordure de deux bandes rouge et bleue et un filet blanc.
En haut et en bas de chaque grand cercle, un motif cruciforme est posé sur l'intersection des quatre panneaux. Le motif de base en est un carré bleu posé sur une bordure rouge, bordé d'un filet blanc qui se prolonge pour délimiter quatre ogives à fond rouge bordé de bleu.
Le fond est constitué d'une résille rouge sur fond bleu. L'intersection des résilles est ponctué par une fleur blanche à quatre pétales. Les intervalles bleu portent au centre un carré rouge décoré en grisaille d'une bordure et d'un motif à quatre pétales ; et sont eux-mêmes décorés en grisaille par une bordure longeant la résille et un trèfle issu du carré rouge central.
La bordure, sur fond rouge bordée de part et d'autre de bleu et de blanc, présente une succession de fleurs bleues à cœur rouge, reliées par un double filet blanc dessinant un losange.

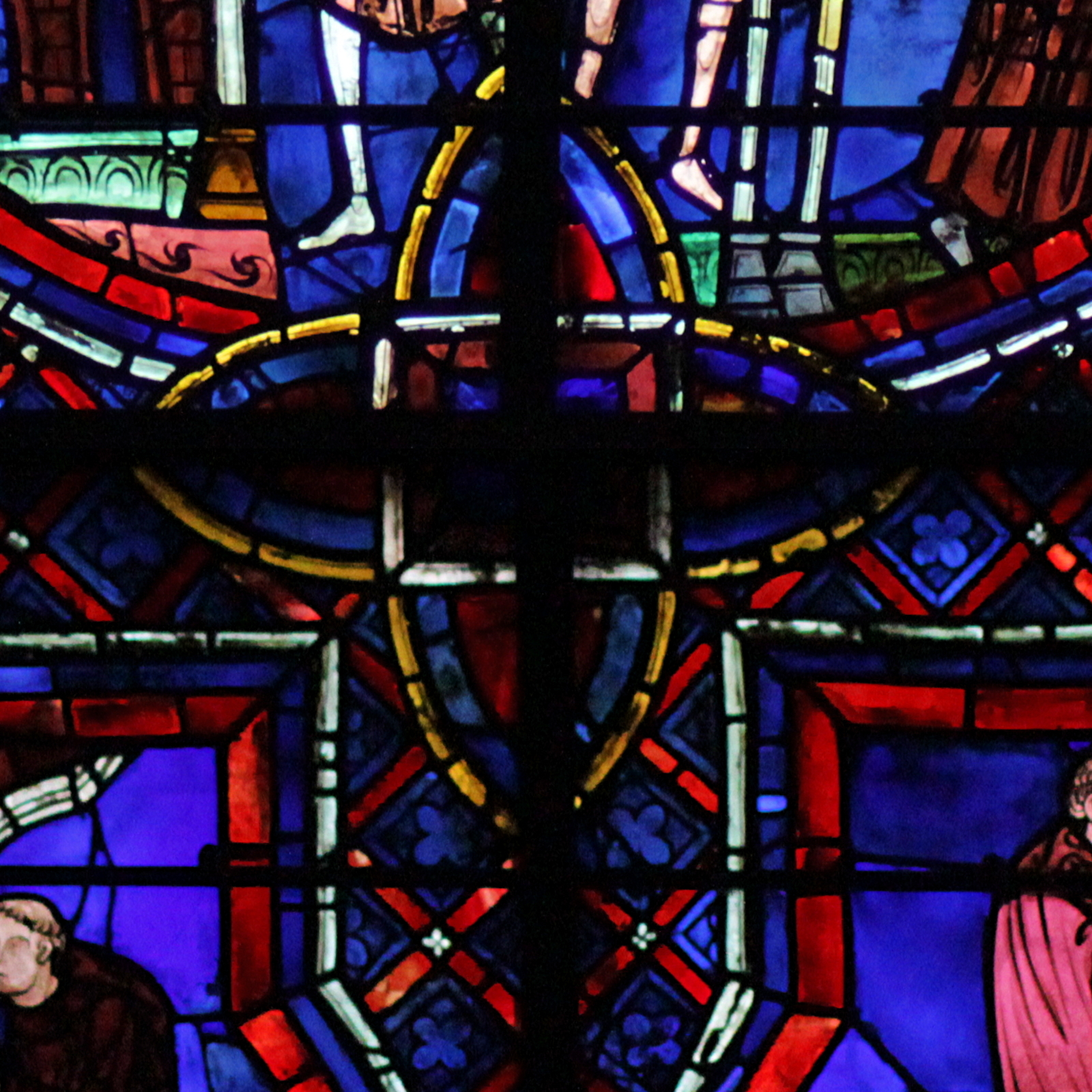
Fond et motif quadrilobé.
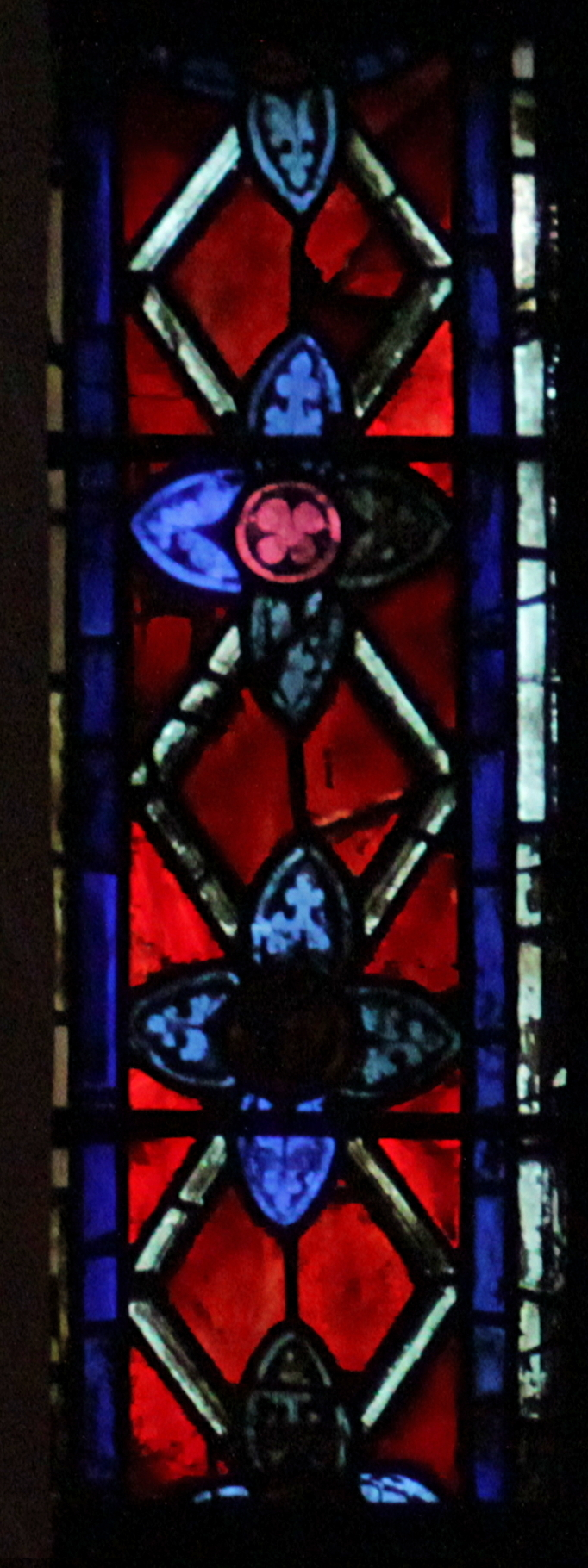
Motif floral de la bordure.

## Description des panneaux

### Donateur

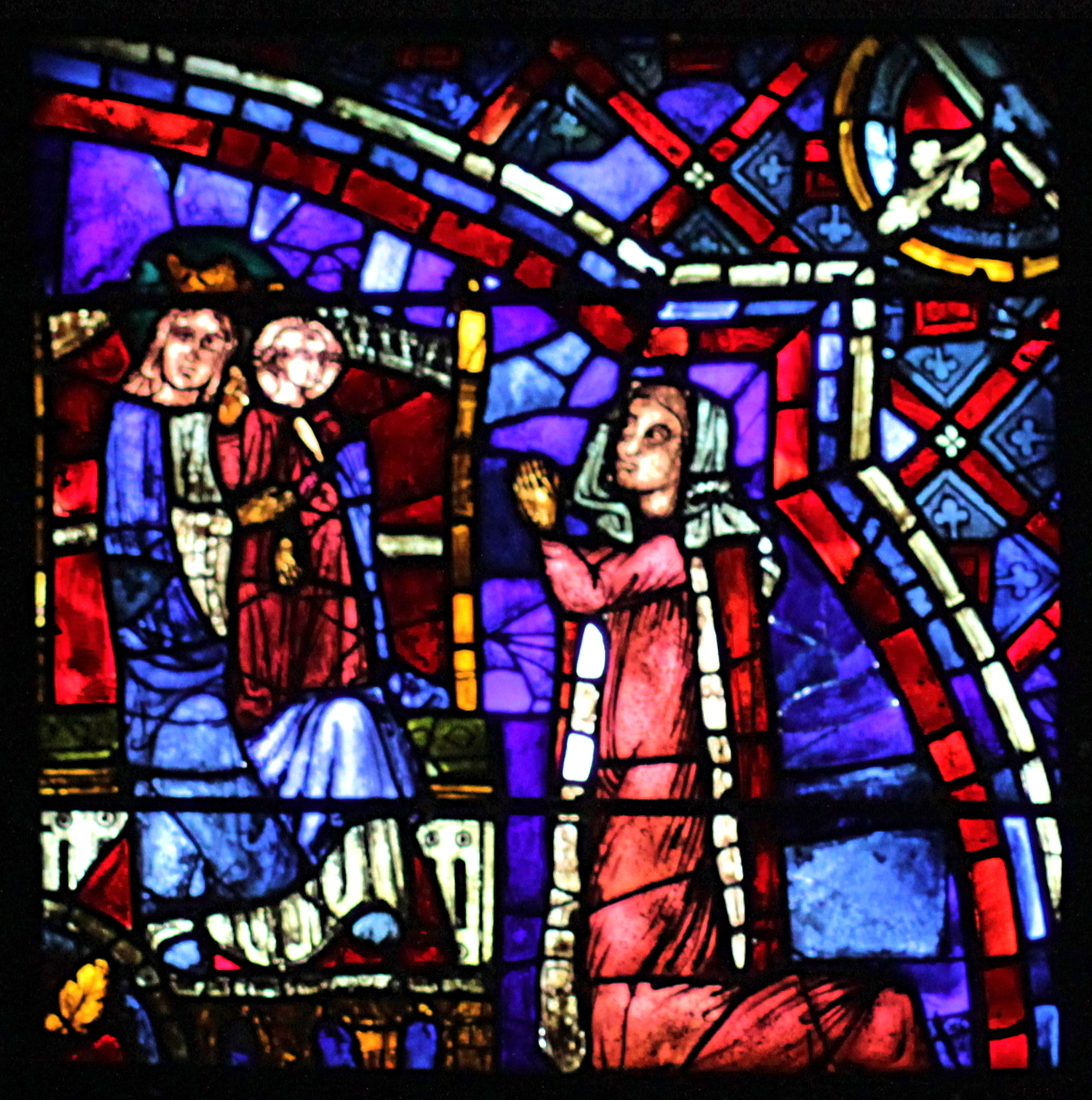
vitrail des saintes Marguerite et Catherine : la donatrice Marguerite de Lèves, vidamesse de Chartres.

Le panneau représentant le donateur a été très lourdement restauré. Le personnage représenté n'est pas identifiable.
On peut cependant remarquer la grande similitude qu'il y a entre ce panneau et le panneau symétrique du vitrail des saintes Marguerite et Catherine, de l'autre côté de la chapelle : outre que ces deux vitraux présentent les mêmes fonds et les mêmes motifs de bordure dans les panneaux historiés, les deux donateurs sont représentés dans la même attitude de prière devant une vierge à l'enfant, figurant très probablement la statue de Notre-Dame sous terre, statue du XIe siècle brûlée par les vandalismes de 1793.
Le donateur est peut-être un autre membre de la famille de Marguerite de Lèves ; ou un autre membre d'une confrérie de dévotion qui se consacrait à la prière devant Notre-Dame sous terre.

### Enfance de Rémi
Rémi enfant guérit un aveugle
« La naissance de ce glorieux docteur et confesseur de la foi a été prophétisée par un ermite, dans les circonstances que voici. Au moment où la persécution des Vandales désolait toute la France, un saint ermite, qui était aveugle, priait avec ardeur pour la paix de l’Église des Gaules. Or un ange lui apparut et lui dit : “Sache que la femme qui s’appelle Ciline mettra au monde un fils du nom de Rémy, qui délivrera son peuple des attaques des méchants !” Aussi l’ermite, dès qu’il s’éveilla, se fit-il conduire à la maison de Ciline et lui raconta sa vision. Et comme la dame refusait d’y croire, – car elle était déjà vieille, et avait renoncé à l’espoir d’enfanter, – l’ermite lui dit : “Sache que, lorsque ton enfant aura pris le sein, tu n’auras qu’à me frotter les yeux de ton lait pour qu’aussitôt je recouvre la vue !” Et tout arriva, en effet, de cette façon. »
Le panneau représente Rémi, reconnaissable à son auréole, sur les genoux de sa mère, à gauche assise sur un banc et en train de lui donner le sein (dont la représentation perspective est digne d'un Picasso). Il se détourne du sein pour se tourner vers l'ermite aveugle, et lui touche l’œil d'un doigt de sa main droite.
La tradition rapporte que le père de Rémi était Émilius, comte de Laon. Le thème d'une naissance miraculeuse prophétisée à une vieille femme est fréquent dans la Bible, à commencer par l'annonce de la naissance d'Isaac à Abraham et Sarah, ou celle de Jean le Baptiste dans le Nouveau Testament. Ce thème symbolise la puissance divine, capable de susciter la vie même là où il n'y a plus d'espoir.
Destruction de l'ermitage de Rémi
« Saint Remy quitta donc le monde à l'âge de seize ans, pour vivre en un lieu assez écarté dans Laon, où il demeura quelque six ans solitaire, s'adonnant à l'oraison et à l'étude de la sainte Écriture. »
Le panneau de gauche représente au centre Rémi, reconnaissable à son auréole. Rémi est représenté avec une tonsure, il vit donc une vie religieuse, dans un ermitage, représenté ici par une toiture et une sorte de balcon à colonnes. De part et d'autre, deux hommes armés de haches s’apprêtent à faire usage de force. Derrière Rémi, le panneau figure un fond rouge dont la signification n'est pas claire : il peut s'agir d'un halo lumineux émanant de Rémi, manifestant une protection divine, ou la partie supérieure d'une mandorle, symbolisant que le saint est présent à la fois dans le monde terrestre et dans le monde divin.
Dans le panneau de droite, il ne reste plus que la moitié gauche de l'ermitage. Rémi s'est mis en chemin vers son destin d'évêque, entouré de flammes descendant du ciel. À gauche, l'un des personnages repose à présent sa hache sur l'épaule, et est en admiration devant ce feu descendu du ciel. Rémi est représenté tenant un livre à la main, il s'agit probablement ici d'un bréviaire associé à sa vie de prières.
L'épisode représenté dans ces deux panneaux n'est pas repris par la Légende dorée, laquelle souligne plutôt que Rémi était un élève modèle tant en science qu'en prières. Sa signification n'est donc pas très claire. Il peut s'agir d'un thème classique dans les hagiographies, de bandits venus pour piller l'ermitage et éventuellement massacrer son occupant, qui auraient été convertis par le miracle lumineux de la protection divine. Il peut s'agir alternativement de la population de Reims venue pour le réclamer de force comme évêque, et pour ce faire détruisant l'ermitage pour interdire à Rémi tout retour ; dans ce cas, l'étage suivant est la suite de celui-ci.
Rémi est élu évêque contre son gré
« Bennade, quatrième évoque depuis saint Nicaise, était mort, le peuple —qui exerçait alors le droit d élection— s'était réuni pour choisir son successeur. D'un consentement unanime les suffrages se réunissent sur la tête de Remi, dont le savoir et la grande piété jetaient alors le plus vif éclat. II ne fut pas besoin de beaucoup s'informer, car la réputation de sa bonne vie s'était tellement répandue par toute la province qu'elle servit de flambeau pour le trouver. On cherche le pieux solitaire, il est découvert, et malgré son humble résistance et ses pressantes représentations sur son incapacité et sa jeunesse, on s'obstine à le placer sur le siège de Reims. Remi n'avait en effet que vingt-deux ans, et les canons en exigeaient trente. »
Le panneau de gauche représente Rémi, au centre et reconnaissable à son auréole ; il tient toujours ce qui est probablement un bréviaire, et est imberbe (manifestant son jeune âge). Il est fermement tenu par la main, par un personnage à droite en habits d'évêque, caractérisé par sa mitre, qui l'entraîne et lui indique sa destination finale, qui est décrite par le panneau suivant : siéger comme évêque. Derrière Rémi se tient un clerc, tenant également un bréviaire à la main, qui semble lui dire adieu : il s'agit peut-être du supérieur de la communauté de prière à laquelle il appartenait, montrant ainsi qu'il donne sa bénédiction sur le nouveau destin de Remi.
Le panneau de droite montre la consécration de Remi comme évêque. Remi est au centre, reconnaissable à son auréole, et à présent dans des habits épiscopaux marqués notamment par sa coiffure, la mitre, et le pallium réservé aux archevêques (le vitrail détaille également dans le vêtement des trois intervenants l'aube, la dalmatique et la chasuble des vêtements liturgiques classiques). De même que pour l'intronisation représentée dans le vitrail de saint Nicolas, il est représenté de face. Il tient en main l'Évangéliaire dont l'annonce est sa nouvelle fonction en tant qu'évêque. À droite, un clerc lève la main en signe de bénédiction, portant le bréviaire associé à son ordre. À gauche, un évêque est reconnaissable à sa mitre et sa crosse épiscopale, il est manifestement en train d'imposer ses mains sur Remi.
Ce panneau montre l'importance de la succession apostolique :  un évêque n'est valablement ordonné que par un autre évêque. Ici, il montre donc que Remi a été validement ordonné par un évêque, démontrant le lien spirituel et la continuité avec les apôtres, dont ils sont les héritiers.

### Action pastorale de Remi
Remi chasse le démon qui aveugle
« Il entrait un jour dans Cormicy. Un mendiant aveugle et possédé du démon, informé de son arrivée, se présente à lui dans l'espérance d'obtenir de sa charité quelques secours pécuniaires. Aussitôt, une tendre compassion s'empare de Remi ; il se prosterne, et après quelques moments de prière, fort de l'appui de Dieu, il ordonne à l'esprit infernal de quitter le corps de l'aveugle. Le démon obéit ; le pauvre recouvre la vue. Le saint ajoute une généreuse aumône à ce double bienfait, et renvoie l'infortuné comblé de joie. »
Le panneau représente à gauche saint Remi, en habits liturgiques, coiffé de sa mitre et tenant sa crosse épiscopale. À droite, un groupe de deux personnages, un possédé aveugle vêtu de brun et son guide vêtu de vert. De sa main droite, Remi fait un signe de bénédiction sur l'aveugle, dont surgit un démon figuré par une sorte de porc à tête de chien. Tout à fait à gauche, le panneau représente l'entrée d'un édifice, dont la porte est conventionnellement représentée en rouge, et dont la porte blanche est ornée de ferronneries ; il s'agit probablement du porche de la cathédrale.
Remi et Clotilde (?)
L'histoire racontée par les trois ou quatre panneaux suivants ne se retrouve pas dans la Légende dorée, et leur interprétation est obscure.
Dans ce huitième panneau de droite, on reconnaît à droite Remi, coiffé de sa mitre d'évêque et nimbé d'une auréole rouge. Il siège sur son trône, en vêtements sacerdotaux, et porte à présent autour du cou un pallium, cette bande blanche ornée de croix qui est ici le signe de son autorité d'archevêque. Il tient son évangéliaire dans sa main gauche, et de sa main droite fait un signe de bénédiction, tout en écoutant la femme qui se tient à gauche.
À côté de lui, une femme coiffée d'un touret, coiffe emblématique de la noblesse au XIIIe siècle. Elle lui expose ses arguments, deux doigts pointés en avant, peut-être pour le désigner. De sa main gauche elle entrouvre sa lourde cape rouge doublée de jaune. Le geste montre peut-être qu'elle arrive à l'instant de voyage pour rencontrer Remi, et peut aussi signifier symboliquement qu'elle s'ouvre à lui pour l'informer de quelque situation.
Cette femme est souvent identifiée à sainte Clotilde, venant demander de l'aide à Remi pour la conversion de Clovis ; cependant cette lecture est peu convaincante dans la mesure où la femme représentée ici n'est pas couronnée.
Visite pastorale (?)
Les deux panneaux suivants appartiennent au même registre, et sont la continuation l'un de l'autre : Remi se déplace à cheval pour se rendre quelque part.
Dans le panneau de gauche, on voit Remi à cheval, reconnaissable à sa mitre et son auréole rouge. Devant lui, un clerc tonsuré porte sa croix épiscopale. Le personnage derrière lui, d'apparence noble, est vêtu d'une cape et d'un chapeau rouge, et semble continuer une argumentation. Remi lève les yeux au ciel, qu'il pointe des deux doigts de sa main droite.
Le paysage est figuré aux pieds des chevaux par des vagues de collines, et par un arbre sur la droite, l'ensemble très stylisé. Les cavaliers sont représentés avec des éperons et des étriers anachroniques, les étriers n'ayant été introduits en Europe que vers la fin du VIe siècle.
Dans le panneau de droite, Remi se tient à l'entrée d'un palais figuré à droite par des arcades, alors que son serviteur tient à gauche le cheval par la bride, sur un sol encore ondulant figurant l'extérieur. La femme qui lui fait face, les bras ouverts en signe d'accueil, est coiffée d'un touret dénotant son rang social élevé. Derrière elle se tient un serviteur barbu dont le geste est peu clair ; il semble vouloir la retenir, mais son geste est empêché par la colonne qui les sépare.
Remi lève les yeux au ciel et fait de la main droite un geste de bénédiction. Il pourrait s'agir d'un miracle, mais on n'en voit pas ici l'effet.
Conversion de Clovis (?)
Le panneau suivant montre à droite Remi, reconnaissable à son auréole rouge, en train de prêcher depuis un balcon échiqueté de rouge et de vert. À gauche, une figure royale porte une couronne, un sceptre, et est vêtu d'un manteau de couleur pourpre impériale. Une main divine sort des nuages et désigne le roi : il s'agit ici très certainement de Clovis, roi des francs, dont la conversion au catholicisme avait fait l'allié de l’Église, au milieu des autres princes alors convertis à l'arianisme.
Entre Clovis et Remi, la femme à tête couronnée est sainte Clotilde, dont les démarches et prières ont conduit Clovis à la conversion. On peut noter ici la différence de traitement entre la couronne de Clotilde et le touret de la femme représentée contre le balcon.
Ce panneau montre clairement l'action de Remi pour convertir le roi Clovis.
Le thème commun à ces quatre panneaux est l'action pastorale de Remi auprès de la noblesse franque : il reçoit la visite d'une femme noble (souvent identifiée à Clotilde), se rend en visite pour rencontrer une femme noble, et finit par prêcher devant le roi Clovis et sa cour. Dans tous ces épisodes, c'est l'action du Ciel qui est mise en avant, probablement plus pour insister sur la conversion que pour souligner un miracle particulier. Mais la composition d'ensemble du vitrail laisse perplexe : si ces quatre panneaux traduisent une même histoire, pourquoi ne pas les avoir composés sur deux registres? Et faut-il comprendre que le miracle de l'aveugle représente symboliquement l'aveuglement des élites païennes et ariennes, à qui Remi rend la vue en chassant le démon de l'hérésie?

### Miracles de Remi
Remi arrête l'incendie de Reims
« Un jour que le bienheureux était occupé à faire ses dévotions dans l'église de Saint Agricole, bâtie par Jovin et située à un quart d'heure de sa métropole, le démon excita un grand embrasement dans la ville. En peu d'instants, le danger fut imminent. Remi était la ressource ordinaire de son peuple ; son absence augmenta la consternation. On le cherche de tous côtés ; enfin il reparaît. En apprenant cette nouvelle, ce bon pèrelève les yeux et les mains au ciel, en s'écriant “0 Seigneur, secourez nous!” En même temps, il se lève, se dirige où l'incendie cause le plus de ravages, et saisi d'une inspiration subite, il menace de la main les flammes dévorantes et leur commande en maître de se retirer. Aussitôt, les flammes se rassemblent en globe ; il les chasse devant lui, et leur ordonne de sortir par une porte, qu'il fit fermer pour toujours. »
À droite, le panneau montre l'église en proie aux flammes. Cet épisode devait être particulièrement parlant pour les habitants de Chartres, dont la cathédrale avait brûlé trente ans auparavant ; l'idée d'invoquer saint Remi comme protecteur contre un éventuel incendie n'est peut-être pas étrangère à la composition de ce panneau.
À gauche, saint Remi est reconnaissable à son auréole rouge, sa mitre d'évêque, et l’évangéliaire matérialisant la mission de l'évêque, qui est d'annoncer l'évangile.
On peut remarquer ici que sa mitre est représentée avec ses deux bandes arrières, les « fanons », figurés ici en vert.
Miracle du vin débordant
« Ayant été un jour reçu dans la maison d’une dame, et apprenant que celle-ci n’avait plus de vin, saint Rémy entra dans sa cave, fit un signe de croix sur le tonneau ; et voici que le vin en jaillit en telle abondance que toute la cave s’en trouva inondée. »

### Remi et Clovis
Remi et Clotilde en prière
Baptême et sacre de Clovis
« Le roi de France Clovis était alors païen, et sa pieuse femme ne parvenait pas à le convertir. Mais un jour, se voyant menacé par l’immense armée des Allemands, il fit vœu au Dieu qu’adorait sa femme de se convertir à lui, s’il lui accordait la victoire sur ses ennemis. Et Dieu lui accorda la victoire, de sorte qu’il se rendit auprès de saint Rémy et demanda à être baptisé. Mais, en arrivant aux fonts baptismaux, l’évêque et le roi s’aperçurent que le saint chrême manquait ; et voici qu’une colombe, fendant les airs, apporta dans son bec une ampoule pleine de saint chrême, dont le prélat oignit le roi. Et cette ampoule se conserve dans l’église de Reims, où elle sert, aujourd’hui encore, au sacre des rois de France. »
Remi conseiller du roi